# Oxytropis amethystea
Espèce
Classification phylogénétique
Oxytropis amethystea, l'oxytropis améthyste ou oxytropis couleur d'améthyste, est une espèce de plantes à fleurs de la famille des Fabaceae. C'est une plante herbacée originaire du sud-ouest des Alpes et des Pyrénées.